# Segunda División de México 1968-69
La Temporada 1968-69 de la Segunda División de México fue el décimo noveno torneo de la historia de la segunda categoría del fútbol mexicano. Se disputó entre los meses de julio de 1968 y marzo de 1969. El Torreón se coronó campeón de la categoría por primera ocasión logrando así además su ascenso a la Primera División.
En esta temporada, el equipo de Morelia volvió a la división de Plata, tras haber estado durante once campeonatos seguidos en Primera División. Por otra parte, el Club Deportivo Zapata fue el primer equipo que ascendió desde la Tercera División.

## Cambios
- Laguna ascendió a Primera División.
- Morelia descendió desde el máximo circuito.
- Orizaba descendió a Tercera División, por lo que se convirtió en el primer equipo en perder su sitio en esta categoría por cuestiones deportivas.
- Zapata ascendió desde Tercera División, siendo el primer equipo en ascender a Segunda División.[3]

## Formato de competencia
Los dieciocho equipos compiten en un grupo único, todos contra todos a visita recíproca. Se coronará campeón el equipo con la mayor cantidad de puntos y conseguirá el ascenso; si al final de la campaña existiera empate entre dos equipos en la cima de la clasificación, se disputaría un duelo de desempate para definir al campeón, esto claro sin considerar de por medio ningún criterio de desempate.

## Equipos participantes

### Equipos por Entidad Federativa
| Entidad Federativa | N.º | Equipos                                 |
| ------------------ | --- | --------------------------------------- |
| Guanajuato         | 3   | Celaya, Salamanca y Unión de Curtidores |
| Michoacán          | 3   | La Piedad, Morelia y Zamora             |
| Tamaulipas         | 3   | Ciudad Madero, Tampico y Victoria       |
| Morelos            | 2   | Zacatepec y Zapata                      |
| Coahuila           | 1   | Torreón                                 |
| Estado de México   | 1   | Texcoco                                 |
| Jalisco            | 1   | Nacional                                |
| Nayarit            | 1   | Tepic                                   |
| Nuevo León         | 1   | Tigres U de NL                          |
| Puebla             | 1   | Puebla                                  |
| Veracruz           | 1   | Poza Rica                               |

### Información sobre los equipos participantes
| Equipo              | Ciudad                               | Estadio                |
| ------------------- | ------------------------------------ | ---------------------- |
| Celaya              | Celaya, Guanajuato                   | Miguel Alemán Valdés   |
| La Piedad           | La Piedad, Michoacán                 | Juan N. López          |
| Madero              | Ciudad Madero, Tamaulipas            | Tamaulipas             |
| Morelia             | Morelia, Michoacán                   | Venustiano Carranza    |
| Nacional            | Guadalajara, Jalisco                 | Jalisco                |
| Poza Rica           | Poza Rica, Veracruz                  | Parque Jaime J. Merino |
| Puebla              | Puebla, Puebla                       | Cuauhtémoc             |
| Salamanca           | Salamanca, Guanajuato                | El Molinito            |
| Tampico             | Tampico, Tamaulipas                  | Tamaulipas             |
| Tepic               | Tepic, Nayarit                       | Nicolás Álvarez Ortega |
| Texcoco             | Texcoco, Estado de México            | Municipal de Texcoco   |
| Tigres U. de N.L.   | San Nicolás de los Garza, Nuevo León | Universitario          |
| Torreón             | Torreón, Coahuila                    | Revolución             |
| Unión de Curtidores | León, Guanajuato                     | La Martinica           |
| Victoria            | Ciudad Victoria, Tamaulipas          | Marte R. Gómez         |
| Zacatepec           | Zacatepec, Morelos                   | Agustín Coruco Díaz    |
| Zamora              | Zamora, Michoacán                    | Moctezuma              |
| Zapata              | Emiliano Zapata, Morelos             | Agustín Coruco Díaz    |

## Clasificación
| Pos. | Equipo              | Pts. | PJ | G  | E  | P  | GF | GC | Dif. | Clasificación              |
| ---- | ------------------- | ---- | -- | -- | -- | -- | -- | -- | ---- | -------------------------- |
| 1    | Torreón (C)         | 55   | 34 | 25 | 5  | 4  | 69 | 32 | +37  | Ascenso a Primera División |
| 2    | Zacatepec           | 45   | 34 | 18 | 9  | 7  | 48 | 25 | +23  |                            |
| 3    | Puebla              | 42   | 34 | 15 | 12 | 7  | 44 | 28 | +16  |                            |
| 4    | Unión de Curtidores | 42   | 34 | 17 | 8  | 9  | 59 | 41 | +18  |                            |
| 5    | Zamora              | 40   | 34 | 14 | 12 | 8  | 43 | 37 | +6   |                            |
| 6    | Morelia             | 39   | 34 | 15 | 9  | 10 | 57 | 46 | +11  |                            |
| 7    | La Piedad           | 37   | 34 | 14 | 9  | 11 | 48 | 41 | +7   |                            |
| 8    | Nacional            | 33   | 34 | 13 | 7  | 14 | 52 | 57 | −5   |                            |
| 9    | Salamanca           | 32   | 34 | 12 | 8  | 14 | 44 | 39 | +5   |                            |
| 10   | Tampico             | 32   | 34 | 14 | 4  | 16 | 47 | 56 | −9   |                            |
| 11   | Poza Rica           | 31   | 34 | 8  | 15 | 11 | 46 | 50 | −4   |                            |
| 12   | Ciudad Victoria     | 30   | 34 | 8  | 14 | 12 | 29 | 38 | −9   |                            |
| 13   | Celaya              | 28   | 34 | 9  | 10 | 15 | 42 | 44 | −2   |                            |
| 14   | Tigres U. de N.L.   | 27   | 34 | 9  | 9  | 16 | 46 | 57 | −11  |                            |
| 15   | Ciudad Madero       | 27   | 34 | 7  | 13 | 14 | 40 | 52 | −12  |                            |
| 16   | Tepic               | 27   | 34 | 9  | 9  | 16 | 32 | 50 | −18  |                            |
| 17   | Zapata              | 26   | 34 | 8  | 10 | 16 | 44 | 50 | −6   |                            |
| 18   | Texcoco (D)         | 19   | 34 | 5  | 9  | 20 | 22 | 69 | −47  | Descenso de categoría      |

 Fuente: RSSSF
Criterios de clasificación: Puntos · Diferencia de goles · Goles a favor · Play-off
|                              |
| Torreón Campeón 1.er título. |

### Resultados
| Local \ Visitante   | CEL | LPD | MAD | MOR | NAC | PZR | PUE | SAL | TAM | TEP | TEX | TOR | UDC | UNL | VIC | ZAC | ZAM | ZAP |
| ------------------- | --- | --- | --- | --- | --- | --- | --- | --- | --- | --- | --- | --- | --- | --- | --- | --- | --- | --- |
| Celaya              | —   | 3–1 | 3–1 | 0–0 | 6–3 | 0–0 | 0–2 | 1–0 | 2–3 | 0–0 | 3–0 | 1–2 | 1–2 | 2–0 | 1–1 | 0–0 | 1–2 | 0–1 |
| La Piedad           | 3–1 | —   | 0–0 | 1–1 | 1–0 | 1–0 | 2–1 | 0–1 | 1–0 | 2–0 | 6–0 | 0–1 | 1–1 | 2–0 | 1–1 | 0–1 | 0–0 | 3–2 |
| Ciudad Madero       | 0–2 | 2–1 | —   | 4–1 | 2–2 | 2–2 | 0–0 | 2–2 | 0–1 | 0–1 | 1–0 | 0–1 | 1–2 | 3–3 | 1–1 | 1–1 | 1–1 | 0–1 |
| Morelia             | 4–1 | 1–0 | 2–2 | —   | 3–1 | 4–1 | 1–1 | 0–0 | 4–1 | 2–1 | 5–0 | 1–3 | 2–1 | 2–0 | 3–0 | 1–1 | 0–0 | 1–0 |
| Nacional            | 3–1 | 1–1 | 3–2 | 1–0 | —   | 3–1 | 1–1 | 1–2 | 3–1 | 2–1 | 2–0 | 1–2 | 4–2 | 0–1 | 3–0 | 1–1 | 2–1 | 3–1 |
| Poza Rica           | 1–1 | 0–1 | 2–3 | 4–1 | 2–0 | —   | 1–0 | 0–0 | 3–2 | 1–1 | 2–2 | 2–2 | 1–4 | 1–2 | 2–2 | 3–0 | 1–1 | 2–1 |
| Puebla              | 2–0 | 0–0 | 2–1 | 3–2 | 3–1 | 1–2 | —   | 2–0 | 3–2 | 4–0 | 2–1 | 2–0 | 1–2 | 3–1 | 0–0 | 2–1 | 0–0 | 0–0 |
| Salamanca           | 1–0 | 1–2 | 2–0 | 3–0 | 2–2 | 2–2 | 0–1 | —   | 1–1 | 4–0 | 2–0 | 1–2 | 1–2 | 2–1 | 0–0 | 2–1 | 1–0 | 2–0 |
| Tampico             | 1–3 | 3–1 | 2–2 | 2–1 | 3–2 | 1–3 | 1–2 | 1–0 | —   | 2–1 | 1–0 | 3–2 | 2–1 | 3–0 | 0–2 | 0–2 | 2–1 | 2–1 |
| Tepic               | 0–0 | 5–3 | 1–1 | 0–1 | 0–1 | 2–1 | 0–0 | 1–0 | 1–1 | —   | 1–2 | 1–2 | 1–1 | 1–1 | 1–0 | 1–0 | 2–3 | 2–1 |
| Texcoco             | 0–4 | 1–2 | 0–1 | 2–2 | 0–0 | 2–2 | 0–0 | 0–4 | 1–1 | 0–3 | —   | 0–3 | 0–0 | 1–0 | 1–2 | 0–0 | 3–1 | 1–1 |
| Torreón             | 2–1 | 2–2 | 3–0 | 2–3 | 4–1 | 0–0 | 2–1 | 3–1 | 3–2 | 6–0 | 2–0 | —   | 2–0 | 1–0 | 2–1 | 1–0 | 2–0 | 3–2 |
| Unión de Curtidores | 2–2 | 2–1 | 2–1 | 1–1 | 3–2 | 1–0 | 0–1 | 3–2 | 1–0 | 1–0 | 6–1 | 2–0 | —   | 3–0 | 3–0 | 0–1 | 6–1 | 0–2 |
| Tigres U. de N.L.   | 1–0 | 2–3 | 2–1 | 1–3 | 6–1 | 2–2 | 1–1 | 3–3 | 0–3 | 2–2 | 2–0 | 0–1 | 1–0 | —   | 1–1 | 2–1 | 5–1 | 1–2 |
| Ciudad Victoria     | 2–1 | 2–2 | 1–2 | 2–1 | 0–1 | 1–1 | 2–0 | 2–0 | 1–0 | 1–0 | 0–1 | 0–2 | 2–2 | 1–1 | —   | 0–1 | 0–0 | 0–0 |
| Zacatepec           | 3–0 | 2–1 | 0–0 | 4–1 | 1–0 | 1–0 | 1–1 | 1–0 | 1–0 | 3–0 | 3–0 | 3–3 | 3–0 | 2–1 | 3–1 | —   | 0–0 | 4–2 |
| Zamora              | 0–0 | 3–1 | 0–1 | 3–2 | 2–0 | 3–0 | 2–1 | 2–1 | 3–0 | 2–1 | 3–0 | 1–1 | 1–1 | 2–0 | 0–0 | 1–0 | —   | 1–0 |
| Zapata              | 1–1 | 1–2 | 5–2 | 0–1 | 1–1 | 1–1 | 1–1 | 3–1 | 4–0 | 0–1 | 2–3 | 0–2 | 2–2 | 3–3 | 1–0 | 0–2 | 2–2 | —   |